# Hippopsis insularis
Hippopsis insularis är en skalbaggsart som beskrevs av Stefan von Breuning 1962. Hippopsis insularis ingår i släktet Hippopsis och familjen långhorningar. Inga underarter finns listade i Catalogue of Life.